# Limnophila (Limnophila) borchi
Limnophila (Limnophila) borchi is een tweevleugelige uit de familie steltmuggen (Limoniidae). De soort komt voor in het Australaziatisch gebied.